# سيرينا فالنتينو
سيرينا فالنتينو (بالإنجليزية: Serena Valentino)‏ هي كاتبة قصص مصورة أمريكية، ولدت في 6 أبريل 1970.